# Шалты
Шалты (тат. Шалты) — село в Бавлинском районе Татарстана, административный центр Шалтинского сельского поселения.

## География
Село расположено на реке Верхний Кандыз в 40 км к югу от г. Бавлы. Через село проходит автодорога Р239 (Казань — Оренбург).

## История
Основано во второй половине XVIII в. переселенцами из с. Старые Шалты (ныне Абдулинского р-на Оренбургской обл.). В дореволюционных источниках упоминается также под названием Новые Шалты. В XVIII — 1-й половине XIX в. предки современного татарского населения относились к сословию государственных крестьян. Основные занятия жителей в этот период — земледелие и скотоводство. 
В «Списке населённых мест Российской империи», изданном в 1864 году по сведениям 1859 года, населённый пункт упомянут как башкирская деревня Новые Шалты 4-го стана Бугульминского уезда Самарской губернии. Располагалась по правую сторону коммерческого тракта из Бугульмы в Белебей, при реке Ике, в 70 верстах от уездного города Бугульмы и в 56 верстах от становой квартиры в казённом селе Ефановка (Крым-Сарай, Орловка, Хуторское). В деревне, в 180 дворах проживали 1212 человек (614 мужчин и 598 женщин), была мечеть.
В начале XX в. в селе функционировали 3 мечети (одна из них построена в 1899—1900 гг., памятник архитектуры, восстановлена в 1992 г.), 2 водяные мельницы, базар, ярмарка а с 16 по 23 января. В этот период земельный надел сельской общины составлял 6439 десятин.
До 1920 г. село входило в Салиховскую волость Бугульминского уезда Самарской губернии. С 1920 г. в составе Бугульминского кантона ТАССР. С 10.8.1930 г. в Бавлинском, с 1.2.1963 г. в Бугульминском, с 12.1.1965 г. в Бавлинском районах. Ныне центр Шалтинского сельского поселения.
В 1929 г. в селе организован колхоз им. Ленина, впоследствии несколько раз переименовывался и реорганизовывался. Жители занимаются полеводством, мясо-молочным скотоводством, овцеводством, свиноводством.
В окрестностях села выявлены археологические памятники: Ново-Шалтинские стоянки I и II (эпоха поздней бронзы).

## Население
| 1859 | 1889 | 1897 | 1910 | 1920 | 1926 | 1938 | 1949 | 1958 | 1970 | 1979 | 1989 | 2002 | 2010 | 2015       |
| ---- | ---- | ---- | ---- | ---- | ---- | ---- | ---- | ---- | ---- | ---- | ---- | ---- | ---- | ---------- |
| 1512 | 1811 | 2001 | 2480 | 2534 | 2077 | 1381 | 1310 | 1163 | 1265 | 1001 | 721  | 604  | 596  | 578 татары |

## Социальная инфраструктура
В селе действуют детский сад (с 1972 г., с 2003 г. в здании школы), библиотека, фельдшерско-акушерский пункт, дом культуры, 2 мечети (1899—1900 гг. и 1998 г.). При доме культуры функционируют: вокальный коллектив «Сэйлэн» (с 1998 г., основатель — Н. Ш. Гильфанова), театральный коллектив, фольклорный коллектив «Сомбелэ», детский театральный коллектив. На территории села имеется несколько обустроенных родников.

## Известные уроженцы
- А. Б. Бадыгов (1906—1978) — политический и профсоюзный деятель, председатель Верховного Совета ТАССР (в 1959—1963 гг.).
- Г. Г. Ганиев (р. 1947) — нефтяник, заслуженный работник нефтяной и газовой промышленности РФ, заслуженный работник Минтопэнерго РФ, заслуженный нефтяник РТ, почётный гражданин г. Бавлы.
- Д.Ф. Зарипов (р. 2001) - известный репер по псевдониму Denzel. Известен по песне Босс kfc